# Atribut (iconografia)
Un atribut en iconografia, és un objecte característic que habitualment acompanya la descripció o la representació dels personatges mitològics o certes idees personificades, i són també els símbols amb què es representen els sants i altres personatges religiosos.